# Nodozana albula
Nodozana albula là một loài bướm đêm thuộc phân họ Arctiinae, họ Erebidae.